# Peterzane
Peterzane (in croato Petrčane, già Petrčani) è un insediamento (naselja) del comune di Zara in Croazia.
La località si trova a 14,1 chilometri a nord del capoluogo comunale ed è suddiviso in Peterzane Inferiore (Donje Petrčane) e Peterzane Superiore (Gornje Petrčane).

## Geografia fisica
Lo specchio d'acqua antistante Perterzane Inferiore, tra punta Scala (rt Skala) e punta Radman (rt Radman), è detto porto Schiavina o Schiavine.

## Storia
Durante il dominio asburgico Peterzane fu frazione del comune di Zara.

Dopo la prima guerra mondiale entrò a far parte del Regno dei Serbi, Croati e Sloveni, mentre la città di Zara entrò nel Regno d'Italia.
 
Dopo la seconda guerra mondiale ritornò ad essere frazione del comune di Zara nella Jugoslavia.